# جي بي 2 البحرين 2012
جي بي 2 البحرين 2012 هو أحد مراحل موسم سباقات السيارات جي بي 2 لعام 2012 الذي أقيم في حلبة البحرين الدولية. أقيمت الجولة الأولى يومي 21 و 22 أبريل. عقدت الجولة الثانية بعد أسبوع واحد بمثابة جولة مستقلة للبطولة وهو الوحيد من نوعه في موسم 2012.
أقيمت الجولة للمرة الأولى في حلبة البحرين الدولية منذ عام 2007. كانت الحلبة تستضيف موسم سباقات جي بي 2 آسيا من إنشائها في عام 2008 حتى عام 2011 عندما تم إلغاء السباق بسبب احتجاجات مناهضة للحكومة. تم دمج سباقات جي بي 2 آسيا في نهاية موسم 2011 بالسباق الدولي.
في الأسبوع قبل السباق الأول تم استبدال سائق بروا أداكس جوزيف كرال بداني كلوس. أيضا تم استبدال بريندون هارتلي بجون لانكستر.
فاز دافيدي فالسيكي سائق فريق دامس بالسباق فيما احتل توم ديلمان سائق فريق راباكس المركز الثاني.